# Зграда Лекарске коморе Дунавске бановине у Новом Саду
Зграда Лекарске коморе Дунавске бановине у Новом Саду је под заштитом Завода за заштиту споменика културе града Новог Сада. С обзиром да представља значајну историјску грађевину, проглашена је непокретним културним добром Републике Србије. Налази се у улици Трг Фехер Ференца 7.

## Историја
Зграду Лекарске коморе Дунавске бановине у Новом Саду је пројектовао архитекта Ђорђе Табаковић. Пројекат је завршио у јуну 1932, а 12. августа исте године, Одлуком Савета Општине Града Новог Сада, је издата грађевинска дозвола Лекарској комори да изгради зграду у улици Цара Николаја, данашњој улици Максима Горког у Новом Саду. Лекарска комора као здравствена институција Дунавске бановине је постојала од 1929. до 1941. године. Ова двоспратна угаона зграда је изграђена 1933, а 1957. је реконструисана према Табаковићевом пројекту и тада су на фасади, окренутој према улици Максима Горког, постављени прозори уместо окулуса карактеристичних за архитектуру међуратног периода, а тавански простор претворен у стамбени. Зграда Лекарске коморе Дунавске бановине је постала репер за изградњу других на простору данашњег Трга Ференца Фехера, грађена је у стилу модерне. На страни окренутој према Тргу Ференца Фехера у приземљу је улаз у средини, а лево и десно од њега је смештен по један пословни простор. Приземни део фасаде око локала је обложен плочама од камена, а лево и десно од улаза је уклесан натпис „Лекарска комора”. Улазна врата су двокрилна, урађена у комбинацији дрвета и стакла. Прозорски отвори првог и другог спрата су спојени малтерским венцима, а површине између њих су наглашене хоризонталним фугама. У просторијама првог спрата се некада налазила Лекарска комора, али је после Другог светског рата зграда уступљена Занатској комори АП Војводине, док је други спрат био предвиђен за станове. Данас ову зграду користи Пољопривредни факултет Универзитета у Новом Саду.